# Campeonato Santomense de 2013
O Campeonato Santomense de 2013 foi a 28ª edição do Campeonato Santomense de Futebol, competição nacional das ilhas de São Tomé e Príncipe.
Neste ano tivemos 16 clubes para a Primeira Divisão, sendo 10 para São Tomé e 6 para o Príncipe. O campeão foi o Sporting Praia Cruz, da cidade de São Tomé.
O vencedor do torneio estaria classificado para a fase preliminar da Liga dos Campeões da CAF de 2014. No entanto, devido a um erro da Federação Santomense de Futebol, o time ficou de fora do sorteio realizado pela CAF para o início da disputa. No entanto, com a exclusão do time USM El Harrach da competição, a equipa participou do torneio como convidada.

## Final do Campeonato
Pela primeira vez em anos, a final do campeonato foi disputada em dois jogos, um na Ilha de São Tomé e o outro em Príncipe, entre os campeões das duas ligas insulares.
Partidas:
| 09 de novembro de 2013 | FC Porto Real | 0 – 2     | Sporting Praia Cruz | Estádio 13 de Junho, Santo António |
| 12:00 UTC+1            |               | Relatório | Jujú 30', 53'       |                                    |

| 16 de novembro de 2013 | Sporting Praia Cruz                   | 3 – 0     | FC Porto Real | Estádio Nacional 12 de Julho, Cidade de São Tomé |
| 12:00 UTC+1            | Pingunho 17', Naí 43', Jair 73' (pen) | Relatório |               |                                                  |

### Premiação
| Campeonato Santomense de 2013           |
| São Tomé e Príncipe                     |
| --------------------------------------- |
| Sporting Praia Cruz Campeão (6º título) |